# Землетрясение в Спарте
Землетрясение в Спарте (464 год до н. э.) разрушило большую часть Спарты, города-государства Древней Греции. Исторические источники предполагают, что погибших могло быть до 20 000 человек, хотя современные исследователи считают, что эта цифра, скорее всего, преувеличена. Землетрясение вызвало восстание илотов, рабского класса спартанского общества. События, вызванные этим мятежом, привели к росту напряженности между Спартой и их соперником, Афинами и расторжению союзного договора между ними. После того, как вспомогательные войска, отправленные консервативной партией афинян, спартанцы отправили обратно с холодной благодарностью, в Афинах взяли верх реформаторы, которые перешли к более популистской и антиспартанской политике. Таким образом, это землетрясение упоминается в исторических источниках как одно из ключевых событий, приведших к малой Пелопоннесской войне.

## Характеристика
Данные о землетрясении и его последствиях основаны лишь на нескольких малонадежных источниках, в частности, на трудах Страбона, Павсания, Плутарха и Фукидида. Трудно судить о точных эпицентре и магнитуде землетрясения, так как сейсмология в то время была малоразвита, но историки описывали его как «от средней силы до мощного». Причиной скорее всего было вертикальное перемещение по разлому рядом с Тайгетом. В 1991 году было проведено исследование с целью найти ответственный за инцидент разлом и оценить масштабы землетрясения на основе спутниковых снимков и полевых работ. Авторы исследования делают вывод, что если за событие отвечал найденный ими сдвиг, его магнитуда составляла около 7.2 единиц.
Античные источники оценивают количество погибших в 20 тыс. человек, однако современные ученые высказывают сомнения по поводу этой цифры, предполагая, что она может быть преувеличена. Они сомневаются в том, что такое большое число погибших могло быть в городе, который в то время был сравнительно невелик, с низкой плотностью застройки, и в основном состоял из одноэтажных зданий, построенных из дерева или кирпича-сырца. Подобные здания вряд ли могут способствовать такому количеству смертей, которое указывают древние источники. Отсутствие подробных данных о численности населения, а также бегство выживших в другие области, могли способствовать неточностям, как и в наши дни. Для такого катастрофического землетрясения также маловероятно, чтобы могли быть правдой рассказываемые о том времени легенды, как, например, о том, что царь Архидам повел спартанскую армию в безопасное место. Вне зависимости от точной цифры потерь, имели место определённые разрушения, и илоты, спартанские рабы-крепостные, использовали этот момент как возможность для восстания.

## Историческое значение
События после землетрясения способствовали росту недоверия между Спартой и набирающим мощь городом-государством Афины. По словам Фукидида, древнегреческого историка Пелопоннесской войны, спартанцы уже решили вторгнуться в Аттику, когда произошло землетрясение. После землетрясения илоты и жители Мессении восстали; Спарта призвала на помощь в подавлении восстания другие греческие города, которые были обязаны оказать помощь в соответствии с союзным договором. Афины, на чью помощь спартанцы рассчитывали «потому, что считали их искусными в осаде укреплений», отправили примерно 4000 гоплитов под предводительством Кимона, но этот контингент был отослан обратно в Афины, в то время как отрядам из других городов разрешили остаться. Согласно описанию Фукидида (см. его «истории Пелопоннесской войны», И. 101—102), спартанцы были обеспокоены возможностью того, что афиняне перейдут на сторону илотов. Со спартанской точки зрения, они опасались «отваги афинян и страсти их к новшествам», которая сама по себе создавала угрозу для олигархического режима Спарты. Оскорбленные афиняне разорвали союз со Спартой. После того, как восстание было подавлено, некоторые уцелевшие мятежники бежали в Афины, где им разрешили поселиться в Навпакте, стратегически важном месте на берегу Коринфского залива. Союз так и не был восстановлен, по причине продолжавшегося усиления разногласий между Спартой и Афинами вплоть до начала открытой конфронтации в 460 году до нашей эры. Поскольку илоты использовали землетрясение, чтобы восстать против спартанцев, те реформировали свое общество после того, как контроль был восстановлен, в сторону ещё большего аскетицизма.